# Wildunger Senke
Koordinaten: 51° 9′ N, 9° 8′ O
Die Wildunger Senke (Naturraum 341.5) ist eine 91,30 km² große, weitgehend waldlose, aber von Wäldern umgebene, intensiv landwirtschaftlich genutzte Beckenlandschaft beiderseits des unteren Mittellaufs der Eder in Nordhessen. Sie liegt nahezu vollständig im Landkreis Waldeck-Frankenberg, mit einem kleinen Teilbereich im Osten im Schwalm-Eder-Kreis.

## Naturräumliche Gliederung und Zuordnung
Die Wildunger Senke gehört zum Westhessischen Berg- und Senkenland (Naturraum 34) und ist Teil der Ostwaldecker Randsenken (Naturraum 341). Zusammen mit dem südöstlich anschließenden Hessenwald (341.6) und dem Löwensteiner Grund (341.7) zählt sie zur sogenannten Ostabdachung des Kellerwalds (344). Sie ist naturräumlich untergliedert in vier Teilbereiche (Flächen nach Umweltatlas Hessen):

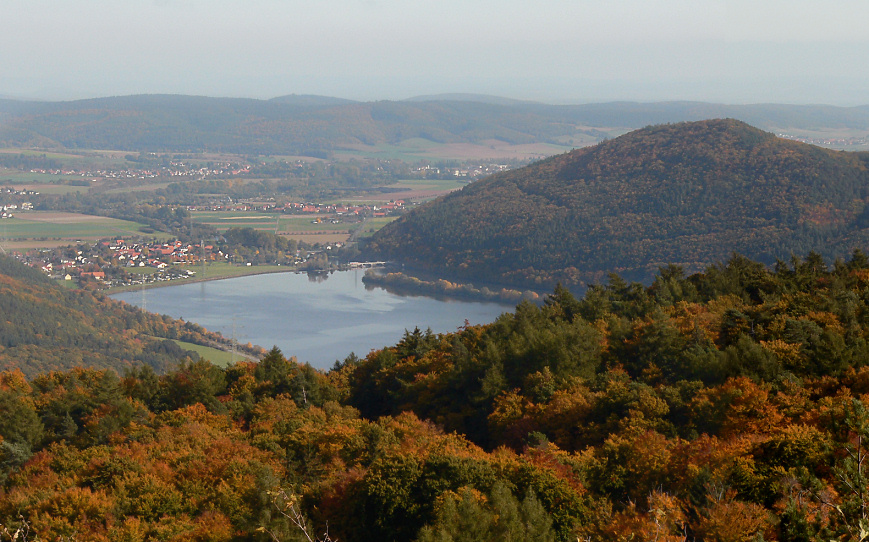
Blick vom Peterskopf uber den Affolderner See nach Westen in die Wegaer Ederaue: vorn links am Seeufer Affoldern, in der Bildmitte Mehlen, am linken Bildrand der Mehlener Ortsteil Lieschensruh, hinten links Bergheim, in der Bildmitte hinten rechts das Gewerbegebiet Giflitz. Rechts der Rabenstein, am hinteren Bildrand die bewaldete Kette des Alten Walds.

- 341.50: Netzehügelland (36,56 km²)
- 341.51: Wegaer Ederaue (21,89 km²)
- 341.52: Wildehügelland[1] bzw. Wilde-Hügelland[2] (27,53 km²)
- 341.520: Braunauer Winkel (5,42 km²)

In der von Nordwest nach Südost verlaufenden Wegaer Ederaue, die das breite Tal der Eder vom Affolderner See und der Rabensteinpforte bei Affoldern bis zur Porta Hassiaca westlich von Fritzlar umfasst, hat die Wildunger Senke mit etwa 16 km Länge ihre größte Ost-West-Ausdehnung. Nördlich der Ederaue schließt sich das Netzehügelland beiderseits der Netze an, das sich bis etwa zwei Kilometer nördlich von Netze erstreckt. Es wird im Osten von der langgestreckten, bewaldeten Bergkette des Alten Walds begrenzt, im Westen von den den Ederseetrog östlich abschließenden Bergen Blauer Kopf (ca. 340 m), Michelskopf (424,7 m), Uhrenkopf (ca. 405 m), Kanzel (399,3 m), Hardt (ca. 340 m), und Stadt und Schlossberg Waldeck und den sich nördlich anschließenden, mit dem Mühlberg (408 m) beginnenden Randhöhen des Sachsenhäuser Hügellands. Südlich der Ederaue reicht die Wildunger Senke mit dem Wildehügelland, das im Süden mit dem Braunauer Winkel zwischen dem Braunauer Berg (440,8 m) und dem Auenberg (610,7 m) beinahe bis nach Bergfreiheit reicht, bis tief in den Kellerwald hinein. In Nord-Süd-Richtung beträgt die Gesamtausdehnung der Wildunger Senke somit etwa 22 km.
Die benachbarten Naturräume sind, im Uhrzeigersinn, der Alte Wald (340.14) im Osten, der Hessenwald (341.6) im Südosten, die Löwensteiner Berge (344.01) und der Mittelkellerwald (344.1) im Süden, das Wildunger Bergland (344.2) und die Große Hardt (344.3) im Südwesten, sowie das Herzhausen-Hemfurther Edertal (344.4), mit dem Edersee, und das Sachsenhäuser Hügelland (340.013) im Nordwesten.

## Geologie
Wie auch der im Südosten benachbarte Hessenwald und der sich daran weiter südöstlich anschließende Löwensteiner Grund liegt die Wildunger Senke auf der von Buntsandstein dominierten Arolsen-Schlierbacher Scholle des Waldecker Waldes, der Westen des Wildehügelland trifft auch z. T. den Ostrand der Nördlichen Kellerwaldstruktur.
Das Grundgestein ist Unterer Buntsandstein, der an der östlichen Nahtstelle zum Waldecker Wald und Hessenwald zum Teil in Mittleren Buntsandstein übergeht. Am Westrand liegt der Zechsteingürtel am Osthang des Kellerwaldes, der insbesondere südöstlich Buhlens sowie zwischen Mehlen und Bad Wildungen größere zusammenhängende Gebiete einnimmt. Die das Gebiet in West-Ost-Richtung teilende Wegaer Ederaue der Eder unterbricht Sand- und Zechstein mit Sedimenten.
Am äußersten Nordrand, an der Netzer Mulde um Netze, sowie im äußersten Süden, am Braunauer Winkel bei Braunau, finden sich größere Fließerdeinseln.

## Gewässer
Wichtigstes Gewässer ist die Eder, die die Wegaer Ederaue und damit die Wildunger Senke von West nach Ost, vom Affolderner See und der Rabensteinpforte bis zur Porta Hassiaca, durchfließt und entwässert.
Von Norden (orografisch links) fließen ihr als wichtigste Nebenflüsse die Netze, der Böhner Bach und der Mölcherbach zu, die das Netzehügelland – letzterer auch den Alten Wald – entwässern. Die Netze mündet bei Mehlen, der Böhner Bach und der Mölcherbach in Bergheim in die Eder.
Die beiden wichtigsten in der Wildunger Senke von rechts (Südwesten) kommenden Ederzuflüsse sind der Wesebach, der westlich von Giflitz in die Ederaue eintritt und kurz darauf in die Eder mündet, und die Wilde, die über eine Anzahl von kleineren Nebenbächen (insbesondere Sonderbach, Großer Brunnenbach und Landwehr) die Randhöhen entwässert.
Der Braunauer Winkel im Süden des Wildehügellandes wird demgegenüber über den Wälzebach nach Südosten zur Schwalm entwässert.

## Ortschaften und Verkehrsinfrastruktur
Neben der Kernstadt von Bad Wildungen liegen die folgenden Ortschaften bzw. Ortsteile in der Wildunger Senke: 
- Buhlen, Netze, Böhne und Königshagen (im Netzehügelland),
- Ungedanken, Mandern, Wega, Wellen, Anraff, Bergheim, Giflitz, Mehlen mit Lieschensruh, und Affoldern (in der Wegaer Ederaue), sowie
- Braunau, Odershausen und Reitzenhagen (im Wildehügelland).

Verkehrstechnisch wird das Gebiet von zwei Bundesstraßen und einem Netz von Landes- und Landesstraßen erschlossen. Die Bundesstraße 253 verläuft von Ungedanken bis Wega entlang des Südufers der Eder, biegt dann vor Bad Wildungen nach Südwesten um und verlässt die Wildunger Senke durch das Wildehügelland zwischen Braunau und Odershausen. Zwischen Wega und Bad Wildungen zweigt die Bundesstraße 485 nach Norden ab und verläuft in allgemein nördlicher Richtung an Waldeck vorbei und durch Netze in Richtung Korbach. Auf dem nördlichen Ufer der Eder durchzieht die Landesstraße 3383 die gesamte Wegaer Ederaue von Fritzlar bis Affoldern.
Ebenfalls entlang der Eder verläuft die 1884 in Betrieb genommene eingleisige Bahnstrecke Wabern–Bad Wildungen, von der die stillgelegte Bahnstrecke Wega–Brilon Wald abzweigt.